# Église anglicane Saint-Michael de Beaulieu-sur-Mer
L'Église anglicane Saint-Michael de Beaulieu-sur-Mer (en anglais Saint Michael's Church in Beaulieu-sur-Mer) est une église anglicane , située à Beaulieu-sur-Mer au cœur de la French Riviera. Elle est rattachée au diocèse en Europe. 

## Historique
En 1893, l'ingénieur de chemin de fer James Livesey donne le terrain sur lequel l'église est construite la même année. Les plans sont réalisés par l'architecte Temple Moore sur un programme du révérend Stephens qui choisit un style historiciste d'inspiration italienne. Sur le terrain, Moore est suppléé par Aaron Messiah, lui-même assisté du maître d'œuvre Toussaint Giuge.
L'église est consacrée en janvier 1894, jour de l'épiphanie, par Dr. Sandford, évêque de Gibraltar.
Au début du XXe siècle, l'église devient trop petite pour la communauté anglaise et un projet d'agrandissement confié à Aaron Messiah prévoit la construction de deux bas-côtés voûtés d’arêtes et un campanile. Les travaux débutent en mai 1903 et s'achèvent à la fin de l'année et la décoration est complétée par la réalisation des décors peints et des quatre hauts-reliefs du chœur entre 1911 et 1913, œuvre du chapelain Bertrand Pleydell-Bouverie.
L'église et ses abords ont été inscrits aux Monuments historiques par arrêté du 3 juillet 2020.